# میوه انجیری

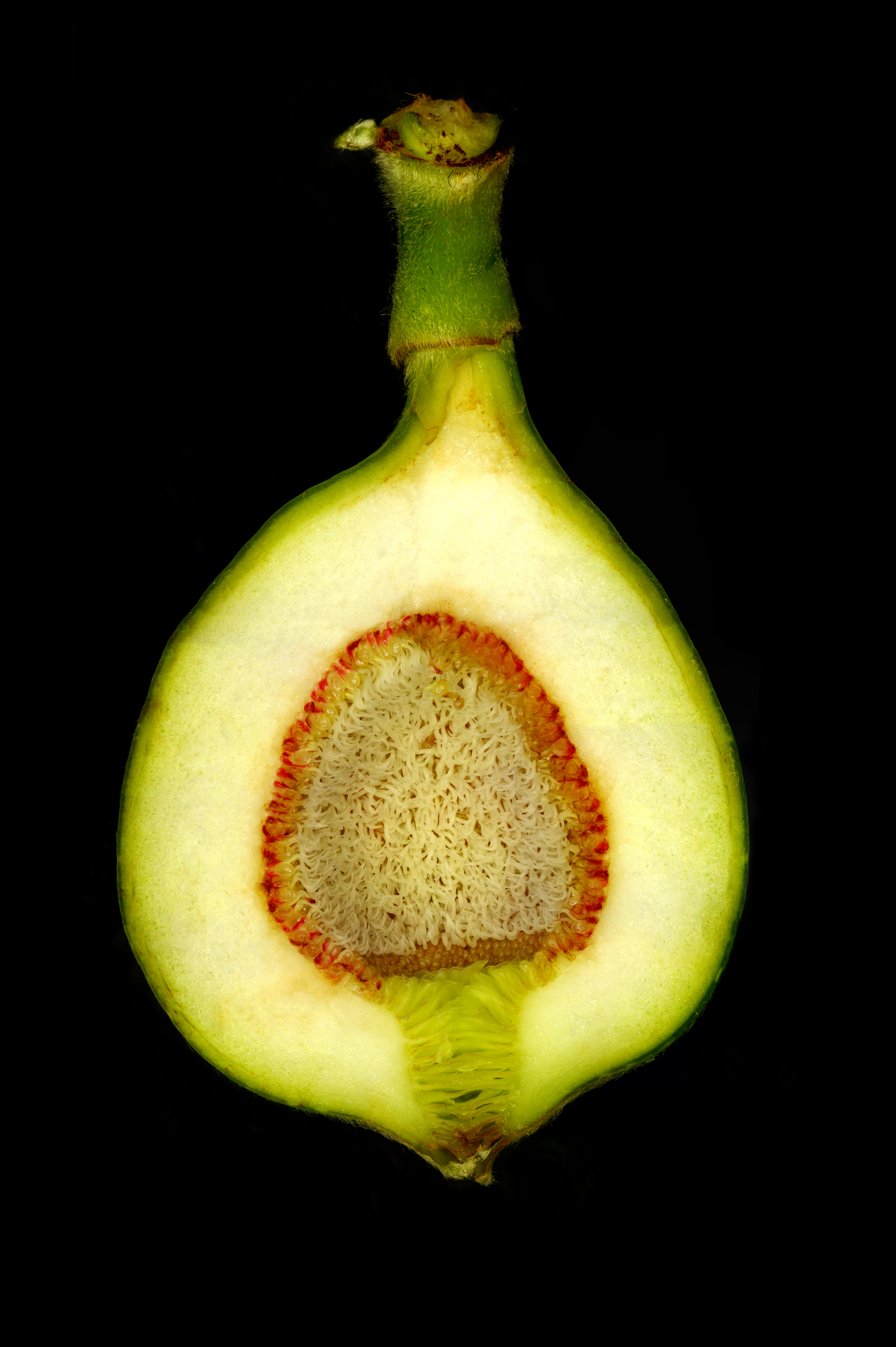
برش مقطعی سیکونیوم یک انجیر چسب

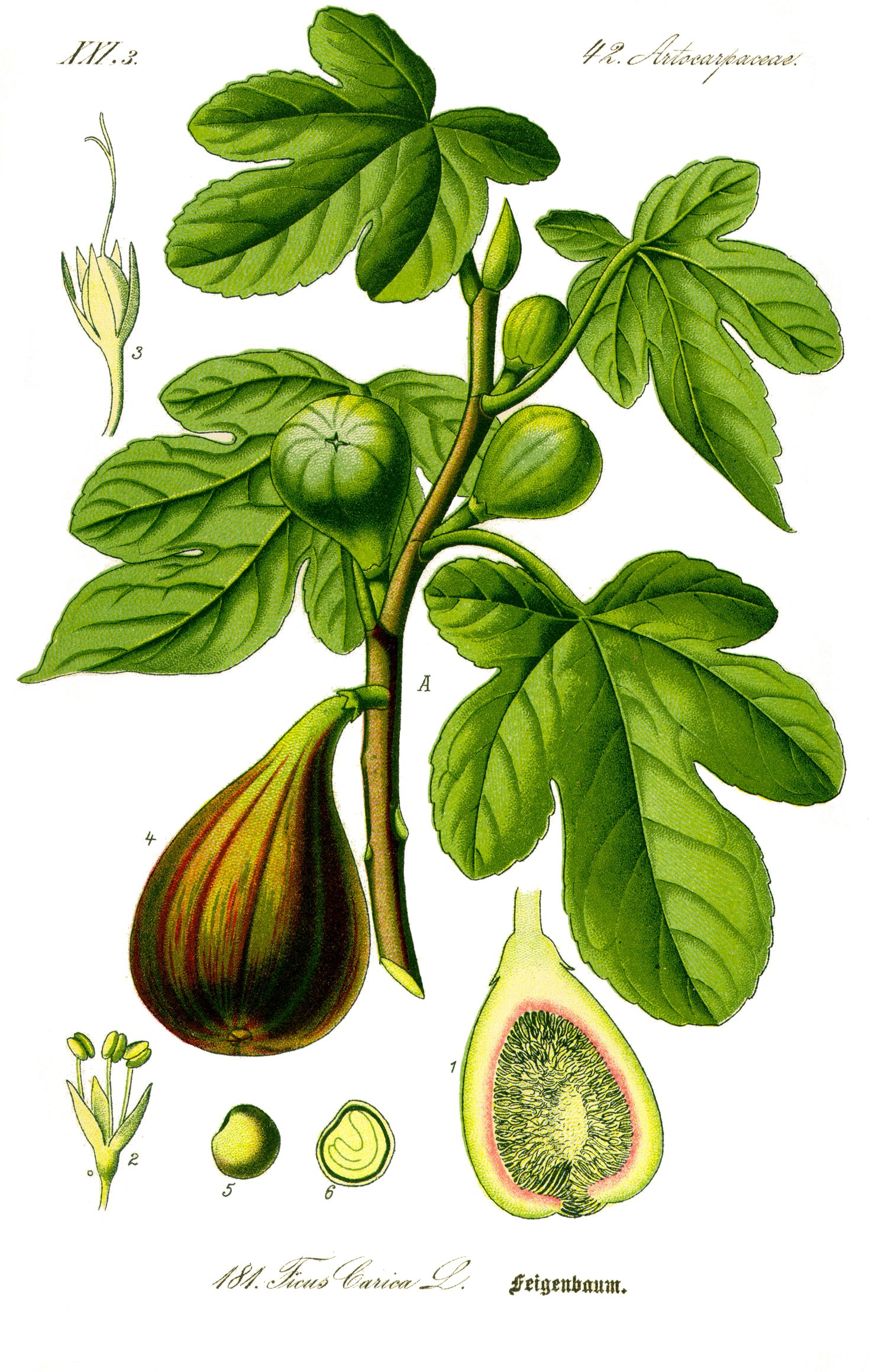
میوه انجیری

میوه انجیری نوعی گل‌آذین که توسط انجیر به وجود می‌آید.خانواده‌ای از میوه‌ها گوشتی با دانه‌های بسیار هستند. میوه انجیر از گلهایی که بصورت خاصی سازگار شده‌اند حاصل می‌شوند. انجیر به شکل پیاز (میوه ای ثانوی به نام syconium) و دارای دهانه کوچکی در انتها (ostiol) می‌باشد، دانه‌های خوراکی کوچک و قرمز رنگی در حفره داخل آن وجود دارد. گرده افشانی بوسیله زنبورهای کوچکی که برای باروری میوه که از حفره وارد آن می‌شوند انجام می‌پذیرد.

## ریشه‌شناسی
واژه syconium از واژه یونانی باستان συκον گرفته شده‌است که به معنی «انجیر» می‌باشد.

## رشد
تشکیل میوه انجیری با رشد اولیه برچگه‌ها آغاز می‌شود، که به شکل منحنی و برای تشکیل یک گیرنده هستند. بین شکل استیول و مورفولوژی زنبور گرده افشان رابطه وجود دارد.